# “五卅”运动初期的上海总工会遗址

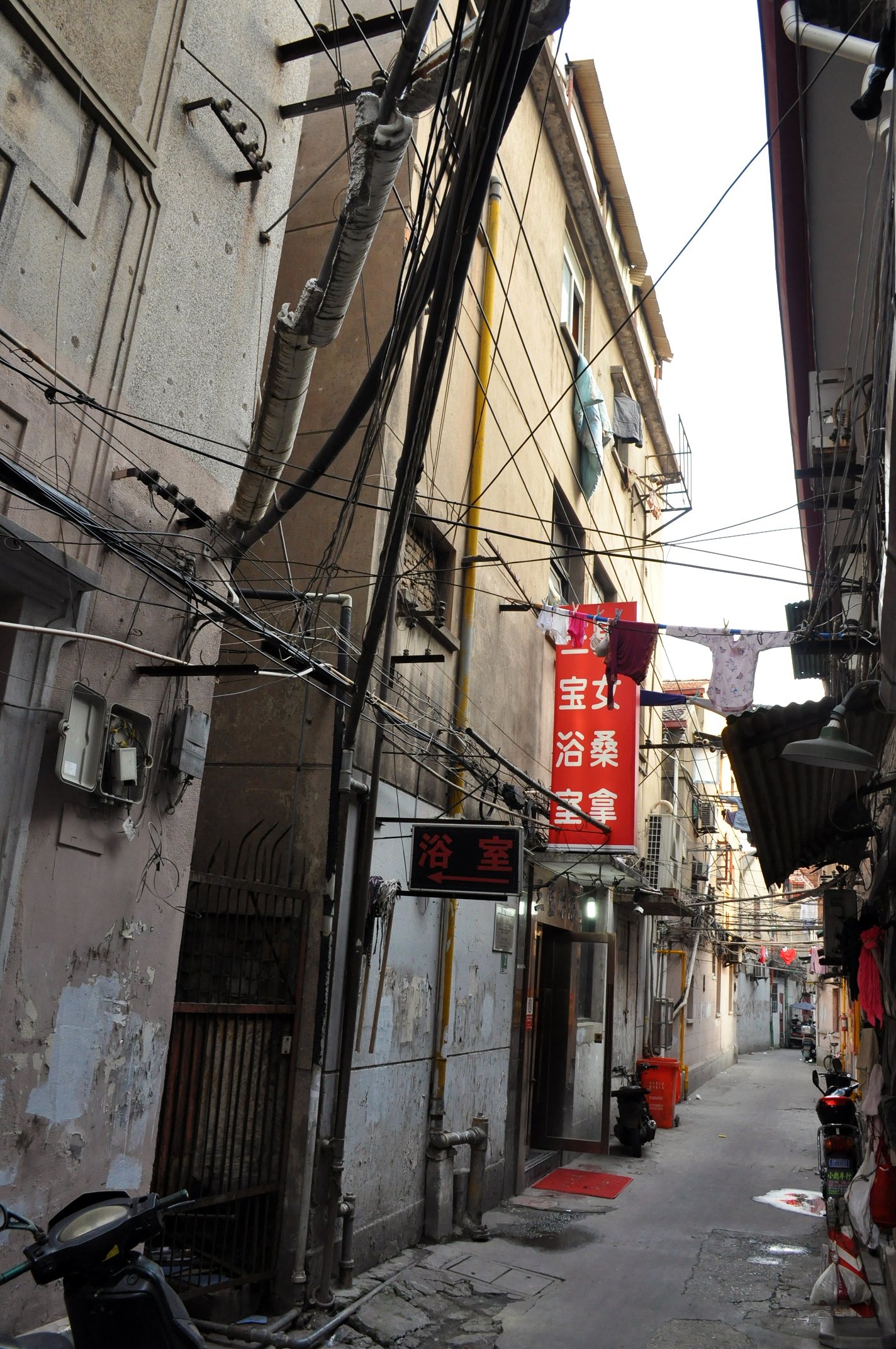

“五卅”运动初期的上海总工会遗址是中国上海的一处遗址纪念地，位于闸北区（现属静安区）宝山路街道宝山路403弄（宝山里）2号，在宝昌路与宝通路之间。
1925年5月31日，五卅事件发生的次日，上海总工会成立，李立三当选为委员长，会址设于宝山里2号。6月1日，上海总工会发起全市总罢工，会员逐渐发展到21万人，并在杨树浦、引翔港、浦东、小沙渡、曹家渡和南市等工人集中区设立办事处。7月20日，总工会会址迁至共和路和兴里27号。9月18日，奉系军阀封闭上海总工会会所，通缉委员长李立三。总工会遂转入地下，迁往狄思威路麦加里。
宝山里2号为二层旧式石库门里弄住宅，1932年一二八事变期间地处战区，毁于炮火。原址已改建为楼房。宝山里弄内尚存有部分当年房屋。
1960年11月22日和1980年8月26日列为上海市文物保护单位 。